# Sobreempleo

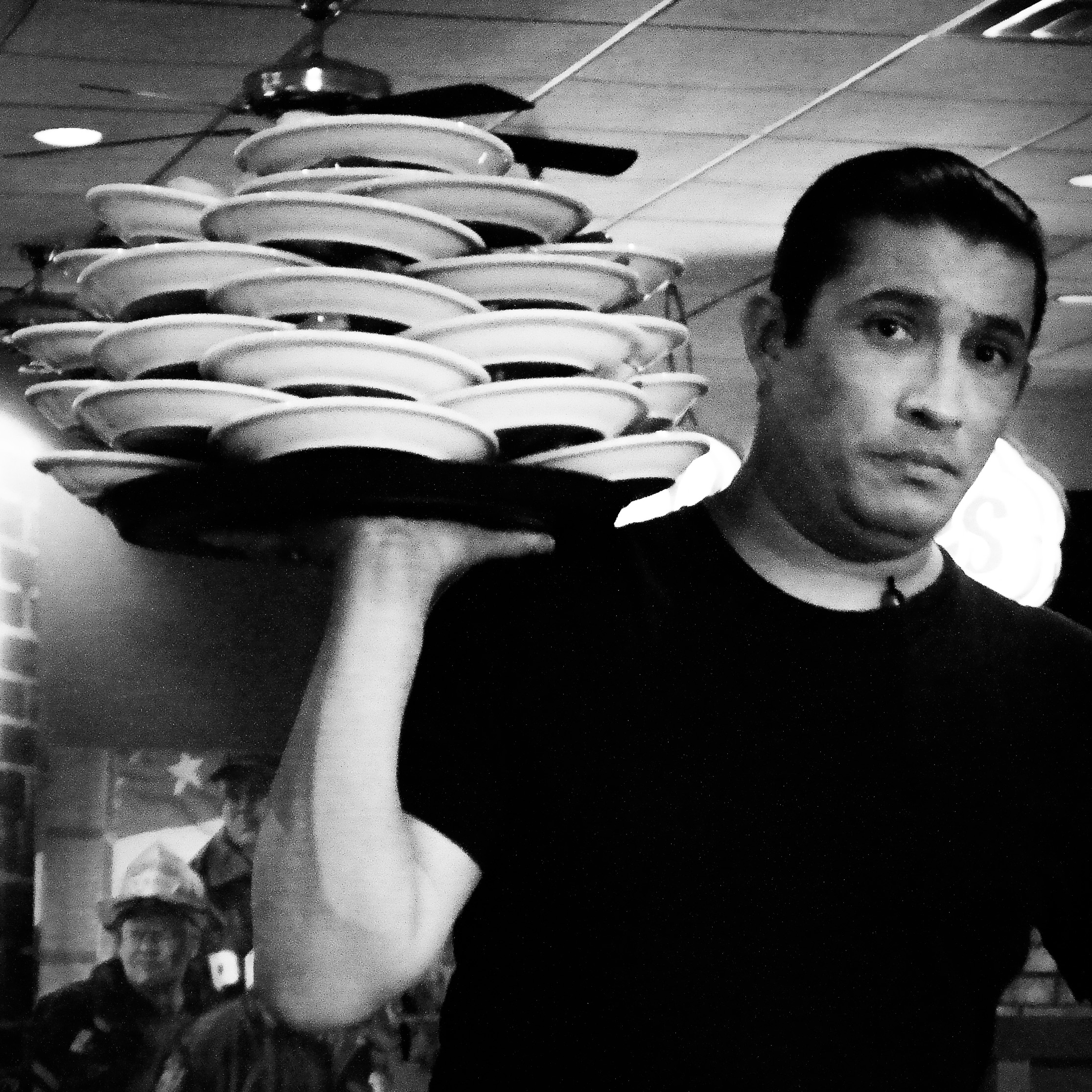
Camarero trabajando. La hostelería es uno de los sectores que padece más exceso de jornada. Otro es la medicina.

El sobreempleo, exceso de trabajo, exceso de jornada, sobreocupación o sobreexplotación laboral es trabajar demasiado duro o demasiado tiempo. También puede definirse como trabajar más allá de las propias capacidades, físicas o mentales, y causarse por ello lesiones físicas o psíquicas.
A la palabra "sobreempleo", no recogida por la Real Academia Española (RAE), también se le da el significado de "desempleo menor del 3 % " (pleno empleo técnico). 
El exceso de trabajo es diferente del pluriempleo —situación social caracterizada por el desempeño de varios empleos por la misma persona— (palabra que sí recoge la RAE). 
En 2016, 488 millones de personas sufrieron semanas laborales superiores a 55 horas. Además 745 194 muertes y 23,3 millones de años de vida ajustados por discapacidad se podían atribuir a jornadas excesivas (también llamadas "maratonianas").

## Sobreempleo voluntario
El sobreempleo voluntario es trabajo de más que el empresario puede pedir al trabajador que haga, pero que el trabajador no está obligado a hacer. Únicamente lo realizará si está de acuerdo.

## Sobreempleo obligatorio
En cambio, en el sobreempleo obligatorio el empleado no tiene otra opción que trabajar por encima de sus capacidades. En otras palabras, es la carencia de control del trabajador sobre el límite entre tiempo de trabajo y tiempo libre. Las horas extra obligatorias normalmente se definen como las horas trabajadas por encima de las 40 semanales (este límite puede variar según los países) «a las que el empresario fuerza con la amenaza de pérdida del empleo u otras represalias, como bajar la categoría laboral (democión, lo contrario de promoción o ascenso) o asignar tareas poco atractivas». En cambio, si las horas extra son ocasionales, sirven para resolver picos puntuales de tarea y se pagan al precio debido, no se consideran sobreempleo.

### Sobreexplotación laboral en la esclavitud
Bernal Díaz del Castillo atribuyó la muerte de algunas españolas, esclavizadas por los mayas de Yucatán, al sobreempleo al que fueron forzadas, moliendo maíz.: 65   En la América portuguesa del s. xviii, se atribuía la corta expectativa de vida de los esclavos mineros —de diez a doce años— al sobreempleo.

## Consecuencias
El sobreempleo obligatorio, la alta carga de trabajo y el ritmo frenético aumentan las probabilidades de daños por estrés repetitivo (por ejemplo, el síndrome del túnel carpiano), accidentes laborales, exposición a sustancias tóxicas y otras condiciones de trabajo peligrosas. Algunos estudios están empezando a mostrar los costes del sobreempleo obligatorio. Reg Williams y Patricia Strasser, profesores de enfermería en la Universidad de Míchigan, estimaron en la revista de la Asociación Norteamericana de Enfermeros que el coste total de la depresión en el trabajo ascendía a 44 millardos de dólares estadounidense ($). Señalaron que los sanitarios se han centrado mucho en los riesgos laborales para enfermedades cardiovasculares, cáncer, obesidad y otras enfermedades, pero poco en los riesgos laborales para depresión, estrés, cambios negativos en la vida personal y dificultades en las relaciones interpersonales.
Las horas trabajadas anualmente por los estadounidenses han aumentado de un promedio de 1 679 en 1973 a 1 878 en 2000. Esto representa un aumento de 199 horas —o aproximadamente 5 semanas adicionales de trabajo por año. Este esfuerzo representa una media de 9 semanas más que los trabajadores europeos. Por tanto, dentro de esta lógica de trabajar más para ganar más, los trabajadores están viviendo una época muy frenética y fatigosa para mantener a sus familias. El resultado en realidad es un exceso que a menudo no se traduce en salarios altos. Hay empleos donde la tarea o el entorno no son saludables, lo que hace que los ocupen los trabajadores más vulnerables, que se ven así sentenciados a la fatiga, e incluso a vivir menos. Trabajar más de 40 horas semanales puede restar hasta 9 años de vida. En Japón la muerte por exceso de trabajo (karoshi) es un grave problema.

### Efectos emocionales
El impacto emocional del exceso de trabajo puede variar, según la cantidad de tarea, los niveles de presión y la competición en el entorno laboral. Los empleados que se preocupan porque no consiguen terminar con el trabajo y que mantienen un ritmo rápido pueden sentir que se ahogan en la tarea, un sentimiento que se manifiesta en ansiedad y estrés crónico, los cuales pueden causar depresión y tensionar las relaciones laborales o personales. Este comportamiento puede continuar incluso si el trabajador se da cuenta de que lo daña personalmente —e incluso si también daña la calidad del trabajo. Se ha demostrado que el estrés generado por trabajar demasiado lleva a abuso de sustancias, trastornos del sueño, ansiedad y finalmente a problemas físicos.

### Efectos físicos
Uno de los indicadores clave para saber si una persona trabaja demasiado de manera continuada es: ¿la tensión relacionada con el trabajo empieza a pasarle factura a su salud y a su modo de vida? Es fácil distinguir diferentes tipos de síntomas físicos, como enfermar frecuentemente debido a un sistema inmunitario debilitado, depresión o insomnio. Todos estos síntomas pueden causar más errores en el trabajo relacionados con la fatiga y afectar a la vida personal.
Según la Clínica Mayo, otros síntomas físicos pueden ser dolores de cabeza, cuello o espalda, cambios en el apetito y fatiga crónica.

## Por país

### China
El exceso de trabajo se considera un asunto importante en China. La industria de fabricación china es bien conocida por forzar a jóvenes a trabajar largas horas en talleres ilegales. Se informa de que aproximadamente el 12,9 % de los empleados trabajan más de 10 horas extra por semana. De hecho la semana laboral media china es de casi 50 horas. También se informa de que anualmente mueren allí de sobreempleo más medio millón de personas. En 2021 el Tribunal Supremo declaró ilegal la conocida como "jornada 996" (de 9 de la mañana a 9 de la noche 6 días a la semana), de 72 horas, aunque la ley fija la jornada máxima semanal en 40 horas.

### Estados Unidos
Las horas extra obligatorias y el sobreempleo muestran una creciente convergencia entre todos los grupos de trabajadores sea cual sea su ocupación, ingreso, educación, raza, género o ciudadanía. Por ejemplo, en los Estados Unidos, los inmigrantes y otros trabajadores de sueldo bajo trabajan horas suplementarias en los desgraciadamente tradicionales centros de explotación laboral, como fábricas textiles, restaurantes y otros sectores industriales. Al mismo tiempo, documentales sobre talleres de explotación electrónica echan por tierra el supuesto glamur de los empleos de alta tecnología al revelar muchos trabajadores cualificados de salarios altos que trabajan de 70 a 90 horas semanales bajo condiciones cada vez más autocráticas.
Con el empinado aumento en horas anuales trabajadas, más de la mitad de empleados norteamericanos declaran sentirse sobreempleados, abrumados por la cantidad de tarea que deben realizar o carentes de tiempo para reflexionar sobre el trabajo que están haciendo. El sobreempleo se puede atribuir a varias tendencias. Primero, el ascenso en horas de trabajo familiares anuales desde 1979 ha coincidido con una época de sueldos estancados y en descenso. Las horas de trabajo familiares anuales crecieron principalmente porque un número sin precedentes de mujeres han empezado a trabajar a tiempo completo, y quienes ya trabajaban han aumentado sus jornadas para incrementar los ingresos familiares. Sin el aumento del trabajo de las mujeres, los ingresos de las familias de renta baja y media habrían caído o se habrían estancado. Las familias afroamericanas y latinas, cuyas horas trabajadas crecieron más deprisa que las de las familias blancas en el período 1980-2000, se habrían visto especialmente afectadas.
Muchos trabajadores inmigrantes se enfrentan a la difícil elección de hacer las horas extra que les pide el patrón, con cargas de trabajo aumentadas y ritmo frenético, o ser despedidos. Los trabajadores son presionados para competir unos con otros a ver quién hace más horas si quieren mantener sus empleos y evitar que los reemplacen trabajadores más dóciles a las exigencias del empresario. Los trabajadores sin documentación en regla son particularmente susceptibles a que les pidan que trabajen en exceso. La amenaza de deportación, junto con la criminalización de su estado de trabajo (en muchos países es delito que un inmigrante trabaje), crea un clima de vulnerabilidad de la que se aprovechan empresarios sin escrúpulos para explotarlos. Esto también sucede en otros países.

### Corea del Sur
Según datos de la Organización para la Cooperación y el Desarrollo Económicos (OCDE), los surcoreanos trabajan de media 2 024 horas anuales. Entre los 38 países de la OCDE, es el tercero en que más se trabaja, 280 horas más que la media OCDE de 1 744 horas. Asimismo, según una encuesta conducida por Job Corea, los oficinistas surcoreanos trabajaban una media de 2,5 días por semana, con un turno de noche medio de 2 horas y 30 minutos por noche. Aun así, sólo el 37,7 %  de ellos declararon que les pagaban las horas extra. A raíz de tal sobreempleo, el 95 %  de los oficinistas padecen el "síndrome del trabajador quemado" (burnout), por el que personas que en el pasado estuvieron motivadas para trabajar adolecen de fatiga física y mental extrema y se vuelven letárgicas. Este ambiente laboral llega a matar a los trabajadores. En 2017 aproximadamente 300 fallecieron por accidente cerebrovascular, típicamente causado por el sobreempleo, según refleja la estadística de accidentes laborales. Suponen el 37,1 %  de los 808 trabajadores que murieron por enfermedades relacionadas con sus profesiones.
Los problemas causados por el exceso de trabajo están creciendo en Corea del Sur. Para contrarrestarlos, el Gobierno está preparando medidas. Como medida precautoria, la institución médica implementa «directrices a largo plazo para la salud de los trabajadores», «evaluación del riesgo de desarrollar enfermedades para prevenir las cerebrovasculares», y la operación de «centros de salud laboral». Y después del sobreempleo, la compañía opera el sistema de seguros industriales y el sistema de vacaciones pagadas, como redes de seguridad. Además, se ha aprobado una revisión de la Ley de estándares laborales de 52 horas por semana, para garantizar las vidas de los trabajadores y aumentar la productividad.
Las "52 horas por semana" es una ley, aplicada desde el 1 de julio de 2018, que reduce las horas laborables semanales máximas de 68 a 52. Aun así, un año después de que la ley entrara en vigor, no parece funcionar bien. Según una encuesta a 1 170 trabajadores que dejaron sus trabajos en Job Corea en 2019, el 23,2 %  mencionaron las horas extra y la imposibilidad de conciliar la vida laboral con la personal como las razones para dejar la compañía. 
Cuando en 2018 se hizo la misma encuesta, la razón principal para dejar la empresa fue «mis perspectivas son escasas». En cambio, en 2019 el motivo «frecuentes horas extra» fue el más citado para las dimisiones, aparentemente porque las horas laborables reales eran las mismas o más, pese a que las oficiales habían disminuido con la entrada en vigor de la semana de 52 horas. 
Sin embargo la reducción de las horas laborables también ha traído cambios positivos. Según el cómputo del Ministerio de Cultura, Deportes y Turismo, el tiempo medio de ocio en 2018 fue de 5,3 horas los fines de semana y 3,3 horas entre semana, una subida de 0,3 horas en cada período respecto al cómputo de 2016. También de 2016 a 2018, el coste medio mensual del ocio aumentó 15 000 won (la moneda surcoreana) hasta los 151 000. «Como la semana de 52 horas empezó a aplicarse en julio de 2018, y en la práctica no hay castigo por incumplirla, todavía es difícil que tenga efectos», opina Kim Yoo-sun, presidente del Instituto Laboral y Social de Corea. Respecto a los casos donde solo se redujeron las horas laborables, pero la carga de trabajo permanece intacta, dijo: «Al principio, el objetivo era crear empleo reduciendo las horas laborables, pero ahora el Gobierno parece centrarse sólo en disminuir las horas laborables sin fomentar el empleo. Como era un efecto secundario plenamente anticipado, el Gobierno necesita abordar activamente también el empleo».

### Japón
El problema de sobreempleo en Japón se ha vuelto tan acuciante que ha dado lugar a una nueva palabra en el idioma, karōshi, traducible como "muerte por exceso de trabajo". Se describe como mortalidad ocupacional repentina. El Gobierno estima que 200 personas mueren anualmente por karōshi debido a ataques al corazón y hemorragias cerebrales, que a su vez tienen su origen en una dieta inadecuada y en las largas horas pasadas en el puesto de trabajo.
Los trabajadores típicamente se toman menos de la mitad de las vacaciones anuales, según una encuesta del Ministerio de Trabajo: en 2013 los empleados disfrutaron en promedio solo 9 de los 18,5 días a los que tenían derecho. Una encuesta separada mostró que uno de cada 6 trabajadores no se tomó vacaciones pagadas en todo 2013. Al comienzo de las conversaciones, el empresariado propuso limitar el número de vacaciones pagadas obligatorias a 3 días, mientras que los sindicatos reclamaban 8.
En 2016, el Gobierno japonés finalmente decidió hacer algo contra la endémica cultura de sobreempleo, que ha sido culpado no solo de un número creciente de muertes, sino también de la críticamente baja tasa bruta de natalidad y de la productividad decreciente. Pese a que Japón es famoso por lo duro que allí se trabaja, es igualmente conocido por su ineficacia y su burocracia. Los trabajadores se parapetan en nombre del espíritu de equipo, a pesar de que su rendimiento es a veces cuestionable.

## Sobreocupación exógena y endógena
Debe tenerse en cuenta que en muchas ocasiones la sobreocupación se debe a que el empresario presiona al empleado para que trabaje más horas de las establecidas, pero que también hay casos de personas adictas al trabajo que voluntariamente (aunque con una voluntad mediatizada por su adicción) escogen trabajar un número de horas tan alto que daña su salud. En principio pueden parecer atractivas para las empresas; sin embargo se trata de un comportamiento patológico que acaba dañando a la persona y a su firma.

## Inutilidad de la sobreocupación
Trabajar más no significa trabajar mejor. A menudo es posible mantener la producción trabajando menos, a través de la compra de nueva maquinaria, la reparación o puesta a punto de la existente, una mejor organización del trabajo, mejor gestión de las interrupciones o la delegación de tareas en personas no sobrecargadas.

## Sobreocupación y desempleo
En un país puede darse a la vez el sobreempleo de unos trabajadores y el desempleo de otros. Esto puede ocurrir porque los desempleados no tienen suficiente formación, o porque a las empresas les sale más barato pagar muchas horas extra que contratar y formar nuevos trabajadores, o porque los empleados prefieren tener más ingresos y menos tiempo libre. Pero en general se ve negativamente y se piensa que debería reducirse la sobreocupación y aumentar el empleo. En 2017 se calculaba en Argentina que si los sobreempleados realizaran una jornada normal, se crearían entre 1 141 870 y 1 762 357 empleos. En 2019 se estimó que si en España no hubiera horas extra se crearían anualmente 180 000 puestos de trabajo suplementarios. Esta forma de pensar se inserta dentro de las corrientes que consideran el trabajo un bien escaso, y que por tanto se debe repartir, resultando este reparto en una reducción de la jornada laboral. Sin embargo la realidad ha demostrado que, fuera de los períodos de crisis, una economía desarrollada razonablemente bien administrada acaba generando pleno empleo técnico con escasez de trabajadores y, eso sí, con desigualdad social y de ingreso. Otra cosa es que se considere necesaria la intervención pública para poner coto a esa desigualdad.

## Sobreocupación y explotación laboral
Si la explotación laboral se define como recibir un pago inferior al trabajo que se realiza, la sobreocupación no constituye necesariamente explotación laboral si las horas extra no superan el límite establecido normativamente y se pagan al precio fijado, aunque, como se ha dicho, su realización continuada acabe dañando a la persona trabajadora. En cambio, si no se pagan a ese precio, o rebasan ese límite, entonces sí se convierten en explotación laboral.